# Das Buch von Boba Fett
Das Buch von Boba Fett, auch Star Wars: Das Buch von Boba Fett (Originaltitel The Book of Boba Fett), ist eine US-amerikanische Space-Western-Fernsehserie von Jon Favreau und startete am 29. Dezember 2021 auf Disney+. Die Serie ist Teil des Star-Wars-Franchise von George Lucas und ein Ableger sowie in Teilen eine direkte Fortsetzung von The Mandalorian.
Inhaltlich dreht sich die Serie rund um den einstigen Kopfgeldjäger Boba Fett und dessen Leben nach den Ereignissen von Die Rückkehr der Jedi-Ritter (1983). Die titelgebende Hauptrolle spielt der neuseeländische Schauspieler Temuera Morrison. An seiner Seite spielt Ming-Na Wen als Meister-Attentäterin und Fetts Handwerkspartnerin Fennec Shand.
Im April 2023 wurde im Rahmen der Star Wars Celebration ein Kinofilm angekündigt, der unter der Regie von Dave Filoni die Handlungselemente der Serien Das Buch von Boba Fett, Ahsoka und The Mandalorian vereinen und zu einem Abschluss bringen soll.

## Handlung
Nachdem Boba Fett gemeinsam mit Fennec Shand den ehemaligen Palast von Jabba dem Hutten auf dem Planeten Tatooine aus Die Rückkehr der Jedi-Ritter erobert hat, steigt Fett nun zum obersten Verbrecherlord („Daimyō“) in der kriminellen Unterwelt auf und versucht, alle bisher verfeindeten Verbrechersyndikate friedlich zu vereinen, wobei sich jedoch ein Bandenkrieg mit dem feindlich gesinnten Pyke-Syndikat anbahnt, die Tatooine zu besetzen drohen. Dabei muss der Lord sich immer wieder mit den Geistern seiner Vergangenheit auseinandersetzen. Unterdessen bestreitet der Mandalorianer Din Djarin wieder neue Wege als Kopfgeldjäger in der Galaxis und pocht darauf, seinen einstigen Begleiter Grogu, der sich inzwischen von Luke Skywalker zu einem Jedi ausbilden lässt, wiederzusehen.

## Zeitliche Einordnung in dasStar-Wars-Universum
Zeitlich spielt die Serie nach sowie auch in Teilen zeitgleich zur Handlung der zweiten Staffel von The Mandalorian sowie in Rückblenden teilweise direkt anschließend an Die Rückkehr der Jedi-Ritter, der sechsten Episode der neunteiligen Skywalker-Saga, bzw. der Hauptfilme der Star-Wars-Reihe.
| Die dunkle Bedrohung |                   |                   |                   |                   |                   |                   |               | I             |               |               |               |               |                          |                          |                          |                          |                          |                          |                          |                         |                         |                         |                         |                         |                         |                         |                         |                   |                   |                   |                         |                         |                         |                         |
| Angriff der Klonkrieger |                   |                   |                   |                   |                   |                   |               |               |               | II            |               |               |                          |                          |                          |                          |                          |                          |                          |                         |                         |                         |                         |                         |                         |                         |                         |                   |                   |                   |                         |                         |                         |                         |
| Die Rache der Sith |                   |                   |                   |                   |                   |                   |               |               |               |               |               | III           |                          |                          |                          |                          |                          |                          |                          |                         |                         |                         |                         |                         |                         |                         |                         |                   |                   |                   |                         |                         |                         |                         |
| Krieg der Sterne |                   |                   |                   |                   |                   |                   |               |               |               |               |               |               |                          |                          |                          |                          |                          |                          |                          |                         |                         | IV                      | IV                      |                         |                         |                         |                         |                   |                   |                   |                         |                         |                         |                         |
| Das Imperium schlägt zurück |                   |                   |                   |                   |                   |                   |               |               |               |               |               |               |                          |                          |                          |                          |                          |                          |                          |                         |                         |                         |                         |                         | V                       |                         |                         |                   |                   |                   |                         |                         |                         |                         |
| Die Rückkehr der Jedi-Ritter |                   |                   |                   |                   |                   |                   |               |               |               |               |               |               |                          |                          |                          |                          |                          |                          |                          |                         |                         |                         |                         |                         |                         | VI                      |                         |                   |                   |                   |                         |                         |                         |                         |
| Das Erwachen der Macht |                   |                   |                   |                   |                   |                   |               |               |               |               |               |               |                          |                          |                          |                          |                          |                          |                          |                         |                         |                         |                         |                         |                         |                         |                         |                   |                   |                   |                         | VII                     |                         |                         |
| Die letzten Jedi |                   |                   |                   |                   |                   |                   |               |               |               |               |               |               |                          |                          |                          |                          |                          |                          |                          |                         |                         |                         |                         |                         |                         |                         |                         |                   |                   |                   |                         |                         | VIII                    |                         |
| Der Aufstieg Skywalkers |                   |                   |                   |                   |                   |                   |               |               |               |               |               |               |                          |                          |                          |                          |                          |                          |                          |                         |                         |                         |                         |                         |                         |                         |                         |                   |                   |                   |                         |                         |                         | IX                      |
| Rogue One |                   |                   |                   |                   |                   |                   |               |               |               |               |               |               |                          |                          | a)                       |                          |                          |                          |                          |                         | R1                      |                         |                         |                         |                         |                         |                         |                   |                   |                   |                         |                         |                         |                         |
| Solo |                   |                   |                   |                   |                   |                   |               |               |               |               |               |               |                          |                          | a)                       |                          | S                        |                          |                          |                         |                         |                         |                         |                         |                         |                         |                         |                   |                   |                   |                         |                         |                         |                         |
| Die Abenteuer der jungen Jedi | YJA               |                   |                   |                   |                   |                   |               |               |               |               |               |               |                          |                          |                          |                          |                          |                          |                          |                         |                         |                         |                         |                         |                         |                         |                         |                   |                   |                   |                         |                         |                         |                         |
| The Clone Wars (+ Kinofilm) |                   |                   |                   |                   |                   |                   |               |               |               | TCW           | TCW           | TCW           |                          |                          |                          |                          |                          |                          |                          |                         |                         |                         |                         |                         |                         |                         |                         |                   |                   |                   |                         |                         |                         |                         |
| The Bad Batch |                   |                   |                   |                   |                   |                   |               |               |               |               |               | TBB           | TBB                      |                          |                          |                          |                          |                          |                          |                         |                         |                         |                         |                         |                         |                         |                         |                   |                   |                   |                         |                         |                         |                         |
| Rebels |                   |                   |                   |                   |                   |                   |               |               |               |               |               |               |                          |                          |                          |                          |                          |                          |                          | Rebels                  | Rebels                  |                         |                         |                         |                         |                         | b)                      |                   |                   |                   |                         |                         |                         |                         |
| Resistance |                   |                   |                   |                   |                   |                   |               |               |               |               |               |               |                          |                          |                          |                          |                          |                          |                          |                         |                         |                         |                         |                         |                         |                         |                         |                   |                   |                   | Resistance              | Resistance              | Resistance              | Resistance              |
| The Acolyte |                   |                   | c)                |                   | TA                |                   |               |               |               |               |               |               |                          |                          |                          |                          |                          |                          |                          |                         |                         |                         |                         |                         |                         |                         |                         |                   |                   |                   |                         |                         |                         |                         |
| Obi-Wan-Kenobi |                   |                   |                   |                   |                   |                   |               |               |               |               |               |               |                          |                          |                          |                          |                          | K                        |                          |                         |                         |                         |                         |                         |                         |                         |                         |                   |                   |                   |                         |                         |                         |                         |
| Andor |                   |                   |                   |                   |                   |                   |               |               |               |               |               |               |                          |                          |                          |                          |                          |                          |                          | Andor                   | Andor                   |                         |                         |                         |                         |                         |                         |                   |                   |                   |                         |                         |                         |                         |
| The Mandalorian |                   |                   |                   |                   |                   |                   |               |               |               |               |               |               |                          |                          |                          |                          |                          |                          |                          |                         |                         |                         |                         |                         |                         |                         |                         |                   | M                 |                   |                         |                         |                         |                         |
| Das Buch von Boba Fett |                   |                   |                   |                   |                   |                   |               |               |               |               |               |               |                          |                          |                          |                          |                          |                          |                          |                         |                         |                         |                         |                         |                         | c)                      | c)                      |                   | BF                |                   |                         |                         |                         |                         |
| Ahsoka |                   |                   |                   |                   |                   |                   |               |               |               |               |               |               |                          |                          |                          |                          |                          |                          |                          |                         |                         |                         |                         |                         |                         |                         |                         |                   | A                 |                   |                         |                         |                         |                         |
| Skeleton Crew |                   |                   |                   |                   |                   |                   |               |               |               |               |               |               |                          |                          |                          |                          |                          |                          |                          |                         |                         |                         |                         |                         |                         |                         |                         |                   | SC                |                   |                         |                         |                         |                         |
| Ära | Die Hohe Republik | Die Hohe Republik | Die Hohe Republik | Die Hohe Republik | Die Hohe Republik | Die Hohe Republik | Fall der Jedi | Fall der Jedi | Fall der Jedi | Fall der Jedi | Fall der Jedi | Fall der Jedi | Herrschaft des Imperiums | Herrschaft des Imperiums | Herrschaft des Imperiums | Herrschaft des Imperiums | Herrschaft des Imperiums | Herrschaft des Imperiums | Herrschaft des Imperiums | Zeitalter der Rebellion | Zeitalter der Rebellion | Zeitalter der Rebellion | Zeitalter der Rebellion | Zeitalter der Rebellion | Zeitalter der Rebellion | Zeitalter der Rebellion | Zeitalter der Rebellion | Die Neue Republik | Die Neue Republik | Die Neue Republik | Aufstieg der 1. Ordnung | Aufstieg der 1. Ordnung | Aufstieg der 1. Ordnung | Aufstieg der 1. Ordnung |
| _ Prequel-Trilogie (Episoden I–III) _ Original-Trilogie (Episoden IV–VI) _ Sequel-Trilogie (Episoden VII–IX) _ A-Star-Wars-Story-Filme _ (kanonische) Animations-Serien _ (kanonische) Real-Serien |                   |                   |                   |                   |                   |                   |               |               |               |               |               |               |                          |                          |                          |                          |                          |                          |                          |                         |                         |                         |                         |                         |                         |                         |                         |                   |                   |                   |                         |                         |                         |                         |
| Die Folgen der Serien Die Mächte des Schicksals und Geschichten der Jedi spielen jeweils zu unterschiedlichen Zeitpunkten, sodass eine Auflistung in der Tabelle nicht sinnvoll möglich ist. Ebenfalls nicht aufgelistet sind Miniserien, Kurzgeschichten, Comics, Bücher und andere Begleitwerke des offiziellen Star-Wars-Kanons sowie der Themenpark Star Wars: Galaxy’s Edge (zwischen VIII und IX). Zur schematischen Einordnung der Handlungen wird die fiktive Zeitrechnung des Star-Wars-Universums verwendet. Diese unterscheidet zwischen den Jahren vor der Schlacht von Yavin (VSY) und nach der Schlacht von Yavin (NSY). Die Schlacht von Yavin IV bildet das Ende von Krieg der Sterne (1977), bei dem Luke Skywalker und die Rebellenallianz den ersten Todesstern zerstören. |                   |                   |                   |                   |                   |                   |               |               |               |               |               |               |                          |                          |                          |                          |                          |                          |                          |                         |                         |                         |                         |                         |                         |                         |                         |                   |                   |                   |                         |                         |                         |                         |
| a) Prolog, b) Epilog, c) Rückblenden |                   |                   |                   |                   |                   |                   |               |               |               |               |               |               |                          |                          |                          |                          |                          |                          |                          |                         |                         |                         |                         |                         |                         |                         |                         |                   |                   |                   |                         |                         |                         |                         |

## Besetzung und Synchronisation
In der Hauptrolle agiert Temuera Morrison als Boba Fett, der diese Rolle schon in der zweiten Staffel von The Mandalorian sowie sprachlich in einer überarbeiteten Wiederveröffentlichung von Das Imperium schlägt zurück (1980) spielte. Morrison hatte bereits in Star Wars: Episode II – Angriff der Klonkrieger (2002) die Rolle des Jango Fett, dem identisch aussehenden „Vater“ von Boba, sowie in selbigem Film und Star Wars: Episode III – Die Rache der Sith (2005) diverse Klonkrieger gespielt. Ming-Na Wen übernimmt wie auch schon in The Mandalorian und der Animationsserie The Bad Batch die Rolle des zweiten Protagonisten; der Söldnerin und Boba Fetts Getreuen Fennec Shand. Bis auf diese zwei Hauptfiguren treten alle weiteren Charaktere, wie etwa Jennifer Beals als Garsa Fwip, Pedro Pascal als Din Djarin, David Pasquesi als rechte Hand des Bürgermeisters, Matt Berry als Droide 8D8, Sophie Thatcher als Drash, Jordan Bolger als Skad, oder Carey Jones als Krrsantan immer wieder unregelmäßig in unterschiedlichen Folgen auf.
In der Serie kommen mehrfach einige Darsteller als bereits bekannte Figuren aus anderen Star-Wars-Serien und -Filmen vor. So treten zum Beispiel Mark Hamill als Luke Skywalker, Rosario Dawson als Ahsoka Tano, Timothy Olyphant als Cobb Vanth, Emily Swallow als mandalorianische Waffenmeisterin, Amy Sedaris als Peli Motto und Corey Burton als Cad Bane aus den Animationsserien The Clone Wars und The Bad Batch auf.
In Gastauftritten sind mitunter Danny Trejo als Rancor-Pfleger, Stephen Bruner als Mod-Doktor, Showrunner und Autor Jon Favreau als Paz Vizsla (Stimme), Regisseur Robert Rodriguez als Dokk Strassi (Stimme) und Max Lloyd-Jones – der Luke Skywalker in The Mandalorian doubelte – als Lieutenant Reed zu sehen. In Rückblenden mit bisher unverwendeten Aufnahmen aus Angriff der Klonkrieger ist Daniel Logan, der dort die Rolle des etwa 13-jährigen Boba Fetts spielte, zu sehen, während Finnegan Garay als Double am Set wirkte.
Die deutschsprachige Synchronisation entstand bei der FFS Film- & Fernseh-Synchron GmbH in Berlin nach den Dialogbüchern von Klaus Bickert und Nathan Bechhofer und unter der Dialogregie von Björn Schalla. Erneut übernahmen Martin Keßler, Sascha Rotermund, Josephine Schmidt und Jan Makino ihre bekannten Rollen, wobei Oliver Stritzel ebenfalls seine Rolle aus den Animationsserien übernahm. Anders als in den vorherigen Auftritten der Figur wurde Fennec Shand in der Serie statt von Vera Teltz von Silke Matthias gesprochen.
| Rollenname                             | Darsteller                                                                 | Porträt                   | Hauptrolle (Episoden) | Nebenrolle (Episoden) | Gastrolle (Episoden)                       | Deutsche Synchronstimme                                               |
| -------------------------------------- | -------------------------------------------------------------------------- | ------------------------- | --------------------- | --------------------- | ------------------------------------------ | --------------------------------------------------------------------- |
| Boba Fett                              | Temuera Morrison 1                                                         |                           | 1.01–1.04, 1.06–1.07  |                       |                                            | Martin Keßler                                                         |
| Boba Fett                              | Daniel Logan (Archivmaterial) Finnegan Garay (Double)                      |                           |                       |                       | 1.01–1.03                                  | – 2                                                                   |
| Fennec Shand                           | Ming-Na Wen                                                                |                           | 1.01–1.07             |                       |                                            | Silke Matthias                                                        |
| „Der Mandalorianer“ Din „Mando“ Djarin | Pedro Pascal                                                               | Pedro Pascal              | 1.05–1.07             |                       |                                            | Sascha Rotermund                                                      |
| 8D8                                    | Matt Berry (Stimme)                                                        |                           |                       | 1.01–1.04, 1.07       |                                            | Michael Noack                                                         |
| Twi'lek-Majordomus                     | David Pasquesi                                                             |                           |                       | 1.01–1.03, 1.06–1.07  |                                            | Oliver Feld                                                           |
| Garsa Fwip                             | Jennifer Beals                                                             |                           |                       | 1.01–1.02, 1.04, 1.06 |                                            | Julia Biedermann                                                      |
| Black Krrsantan                        | Carey Jones                                                                |                           |                       | 1.02–1.04, 1.06–1.07  |                                            | – 3                                                                   |
| Drash                                  | Sophie Thatcher                                                            |                           |                       | 1.03, 1.06–1.07       |                                            | Betty Förster                                                         |
| Skad                                   | Jordan Bolger                                                              |                           | Nick Forsberg         | 1.03, 1.06–1.07       |                                            |                                                                       |
| Rancor-Pfleger                         | Danny Trejo                                                                | Danny Trejo (2017)        |                       | 1.03                  |                                            | Thomas Rauscher                                                       |
| Lortha Peel                            | Stephen Root                                                               |                           |                       | 1.03                  |                                            | Sven Brieger                                                          |
| Mod-Künstler                           | Stephen „Thundercat“ Bruner                                                |                           |                       | 1.04                  | 1.07                                       | Dennis Herrmann                                                       |
| Peli Motto                             | Amy Sedaris                                                                |                           |                       | 1.05, 1.07            | 1.03                                       | Denise Gorzelanny                                                     |
| Mandalorianische Waffenmeisterin       | Emily Swallow                                                              |                           |                       | 1.05                  |                                            | Aline Staskowiak                                                      |
| Cad Bane                               | Dorian Kingi (Motion-Capture) Corey Burton (Stimme)                        |                           |                       | 1.06–1.07             |                                            | Oliver Stritzel                                                       |
| Cobb Vanth                             | Timothy Olyphant                                                           |                           |                       | 1.06                  | 1.07                                       | Nicolas Böll                                                          |
| Ahsoka Tano                            | Rosario Dawson                                                             | Rosario Dawson (2009)     |                       | 1.06                  |                                            | Josephine Schmidt                                                     |
| Luke Skywalker                         | Graham Hamilton (Double) Mark Hamill                                       |                           |                       | 1.06                  |                                            | Jan Makino                                                            |
| Gamorreanische Wachen                  | Frank Trigg                                                                |                           |                       |                       | 1.01–1.03, 1.06–1.07                       | – 3                                                                   |
| Gamorreanische Wachen                  | Collin Hymes                                                               |                           |                       |                       | 1.01–1.03, 1.06–1.07                       | – 3                                                                   |
| Tusken-Clanführer                      | Xavier Jimenez                                                             |                           |                       |                       | 1.01–1.03                                  | – 3                                                                   |
| Tusken-Kriegerin                       | Joanna Bennett                                                             |                           |                       |                       | 1.01–1.03                                  | – 3                                                                   |
| Tusken-Kind                            | Wesley Kimmel                                                              |                           |                       |                       | 1.01–1.03                                  | – 3                                                                   |
| Don Garfalaquox                        | Barry Lowin                                                                |                           |                       |                       | 1.01, 1.04, 1.07                           | – 3                                                                   |
| Dokk Strassi                           | Stephen Oyoung (1.01) Andres Saenz Hudson (1.04) Robert Rodriguez (Stimme) |                           |                       |                       | 1.01, 1.04, 1.07                           | Sascha Oliver Bauer (1.01) Dirc Simpson (1.04) Marko Bräutigam (1.07) |
| Rodianischer Gefangener                | Sam Witwer (Stimme)                                                        |                           |                       |                       | 1.01                                       | – 3                                                                   |
| Bürgermeister Mok Shaiz                | John Rosengrant Robert Rodriguez (Stimme)                                  |                           |                       |                       | 1.02, 1.07                                 | Sascha Krüger                                                         |
| Laze „Fixer“ Loneozner                 | Skyler Bible                                                               |                           |                       |                       | 1.02                                       | Mario Klischies                                                       |
| Camie Marstrap                         | Mandy Kowalski                                                             | Özge Kayalar              |                       |                       | 1.02                                       |                                                                       |
| Pyke-Händler                           | Alfred Hsing Stephen Stanton (Stimme)                                      |                           |                       |                       | 1.02                                       | – 3                                                                   |
| Pyke-Anführer                          | Jamie Alexander Phil LaMarr (Stimme)                                       |                           |                       |                       | 1.03, 1.07                                 | Kevin Kraus                                                           |
| Klatooinianer-Boss                     | Ardeshir Radpour Phil LaMarr (Stimme)                                      |                           |                       | 1.04, 1.07            | Marko Bräutigam (1.04) Dirc Simpson (1.07) |                                                                       |
| Bib Fortuna                            | Matthew Wood (Archivmaterial)                                              |                           |                       |                       | 1.04                                       | – 2                                                                   |
| Paz Vizsla                             | Tait Fletcher Jon Favreau (Stimme)                                         |                           |                       |                       | 1.05                                       | Wolfgang Wagner                                                       |
| Captain Carson Teva                    | Paul Sun-Hyung Lee                                                         | Paul Sun-Hyung Lee (2018) |                       |                       | 1.05                                       | Hans Hohlbein                                                         |
| Lieutenant Reed                        | Max Lloyd-Jones                                                            |                           |                       |                       | 1.05                                       | Nils Nelleßen                                                         |
| Kaba Baiz                              | Ardeshir Radpour                                                           |                           |                       |                       | 1.05                                       | Matti Klemm                                                           |
| Weequay-Barkeeper Taanti               | W. Earl Brown                                                              |                           |                       |                       | 1.06–1.07                                  | Sascha Krüger                                                         |
| Jo                                     | Karisma Gideon                                                             |                           |                       |                       | 1.06–1.07                                  | Muriel Bielenberg                                                     |

## Produktion

### Hintergrund

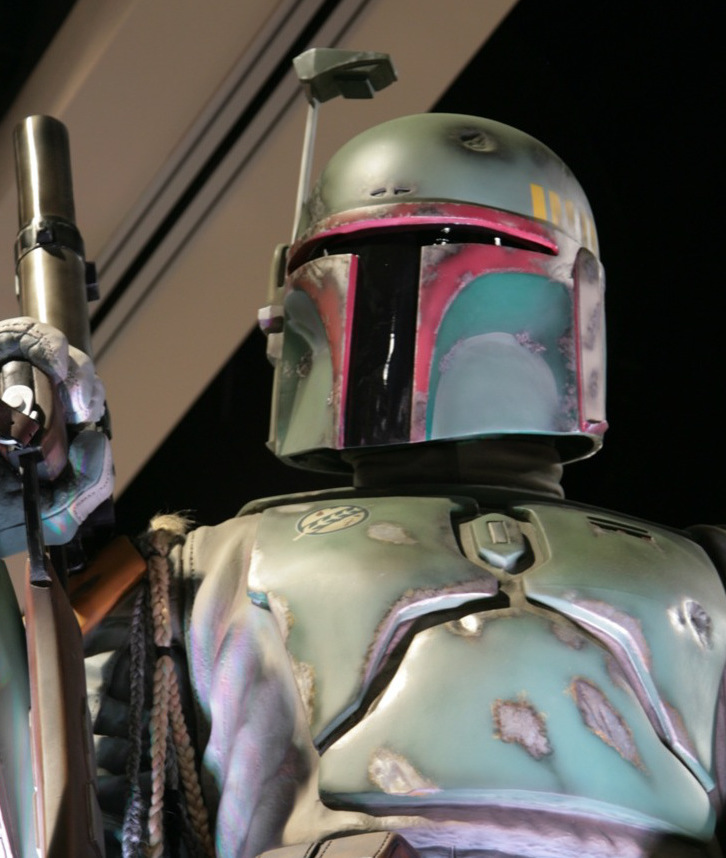
Boba Fett in seiner ikonischen Rüstung

Nachdem George Lucas sein Franchise 2012 an Disney verkauft hatte, kündigte Bob Iger, damaliger CEO des Konzerns, im Februar 2013 die Produktion von mehreren neuen Star-Wars-Ablegern in Film- und Serienform an. Damaligen Gerüchten zufolge sollte sich einer der neuen Filme auf Boba Fett fokussieren und zeitlich eingeordnet entweder zwischen Eine neue Hoffnung (1977) und Das Imperium schlägt zurück (1980) oder Das Imperium schlägt zurück und Die Rückkehr der Jedi-Ritter (1983) spielen. Neben Boba Fett sollte der Film auch die Geschichte von anderen Kopfgeldjägern im Star-Wars-Universum, bekannt u. a. aus Das Imperium schlägt zurück erweitern und ausbauen. Darüber hinaus plante man auch, neue Kopfgeldjäger einzuführen oder sich bei Charakteren aus der Animationsserie The Clone Wars zu bedienen.
2014 legte der US-amerikanische Regisseur und Drehbuchautor Josh Trank Lucasfilm ein Konzept für einen Boba-Fett-Film vor und wurde noch im Juni als Regisseur des Projekts engagiert. Ursprünglich sollte Trank auch auf der Star Wars Celebration 2015 in Anaheim seinen Film ankündigen und einen ersten Teaser präsentieren. In letzter Minute entschied sich Lucasfilm-Präsidentin Kathleen Kennedy jedoch dazu, den Auftritt und die damit verbundene Ankündigung des Films auf der Celebration vorerst abzusagen, da man aufgrund Tranks kurz zuvor geflopptem Film Fantastic Four (2015) negativen Pressestimmen entgegenwirken wollte. Kurz darauf verließ Josh Trank das Projekt – laut eigener Angabe freiwillig – mit den Worten: „Ich habe gekündigt, weil ich wusste, dass ich gefeuert werde, sollte ich es nicht selbst tun“. Durch Tranks Ausstieg aus dem Projekt kam es nie zu einer offiziellen Ankündigung des Films. Trotz der Komplikationen wurde bis 2018 weiterhin an dem Film gearbeitet und 2017 wurde James Mangold in Zusammenarbeit mit Simon Kinberg angeheuert, sich dem Projekt als Autor und Regisseur anzunehmen. Die Arbeit an dem Film wurde jedoch 2018 schließlich endgültig eingestampft, nachdem Solo: A Star Wars Story (2018) finanziell an den Kinokassen floppte. Stattdessen setzte man nun einen stärkeren Fokus auf die Arbeit an The Mandalorian.
Im Februar 2020 berichtete Bob Iger, dass mit The Mandalorian nun viele Möglichkeiten bestünden, weitere Charaktere in der Serie einzuführen und dessen Geschichten anschließend in eigenen Ablegern auszubauen. Im Mai 2020 kursierten schließlich die ersten Gerüchte, dass Temuera Morrison, welcher bereits in Angriff der Klonkrieger (2002) die Rolle des Jango Fett gespielt hatte, in The Mandalorian als Boba Fett zurückkehren würde. Bereits in der ersten Staffel von The Mandalorian wurde eine Rückkehr der Figur angedeutet, welche sich schließlich im November 2020 mit der Ausstrahlung der ersten Folge der zweiten Staffel der Serie bewahrheitete. In der Folge Kapitel 9: Der Marshal hatte Boba Fett einen kurzen Cameo-Auftritt und wurde schließlich in der Folge Kapitel 15: Die Tragödie unter der Regie von Robert Rodriguez wieder in den Kanon eingeführt.

### Kultstatus und Rückkehr der Figur
Nach seinem ersten kurzen Auftritt in dem 1978 erschienenen Zeichentrick-Kurzfilm Die Geschichte vom treuen Wookie im Rahmen des Star Wars Holiday Specials, sowie einer Vorstellung des Kostüms der Figur auf öffentlichen Paraden in Amerika, wurde die Figur des Boba Fett erstmals 1980 in Das Imperium schlägt zurück und dem darauffolgenden Abschluss der Original-Trilogie Die Rückkehr der Jedi-Ritter offiziell eingeführt. Gespielt wurde er dort von Jeremy Bulloch († 2020). Die Figur entwickelte sich im Laufe der Zeit zu einem regelrechten Publikumsliebling und um sie herum gründete sich ein großer Fankult. Auch wird Boba Fett in der Filmtheorie gerne als Anti-Held bezeichnet und ist durch sein markantes Äußeres eine bekannte Figur der Popkultur. In der Special-Edition von Krieg der Sterne wurde Boba Fett an der Seite von Jabba dem Hutten und weiteren Kopfgeldjägern, in eine der Szenen nachträglich eingefügt. Außerdem hatte er einen Auftritt in der unkanonischen Cartoon-Serie Freunde im All (1985–1986).
Nach der ursprünglichen Todesszene Boba Fetts durch einen Sturz in die Sarlacc-Grube von Carkoon in Die Rückkehr der Jedi-Ritter galt der Charakter lange Zeit als tot. In zahlreichen späteren Comics und Videospielen wurde die Geschichte des Kopfgeldjägers weitererzählt. In Angriff der Klonkrieger (2002) erzählte Star-Wars-Schöpfer George Lucas die Vorgeschichte des Kopfgeldjägers als einen unveränderten Klon von Jango Fett, der ihn wie seinen Sohn großzieht, welcher dort von Daniel Logan verkörpert wurde. Mit der Übernahme des Star-Wars-Franchise durch Disney wurde zahlreiches Begleitmaterial zu den Filmen in Form von Comics, Büchern und Videospielen des Star-Wars-Expanded-Universe aus dem offiziellen Kanon gestrichen, darunter auch die verschiedenen Versionen der Fortführung der Geschichte von Boba Fett. Nach einigen Auftritten in The Clone Wars kehrte Boba Fett schließlich in der zweiten Staffel von The Mandalorian offiziell zurück und bestätigte den Zuschauern und Fans somit nach mehreren Jahrzehnten endlich, dass die Figur den Sturz in die Grube überlebt hatte.

### Entstehungsgeschichte

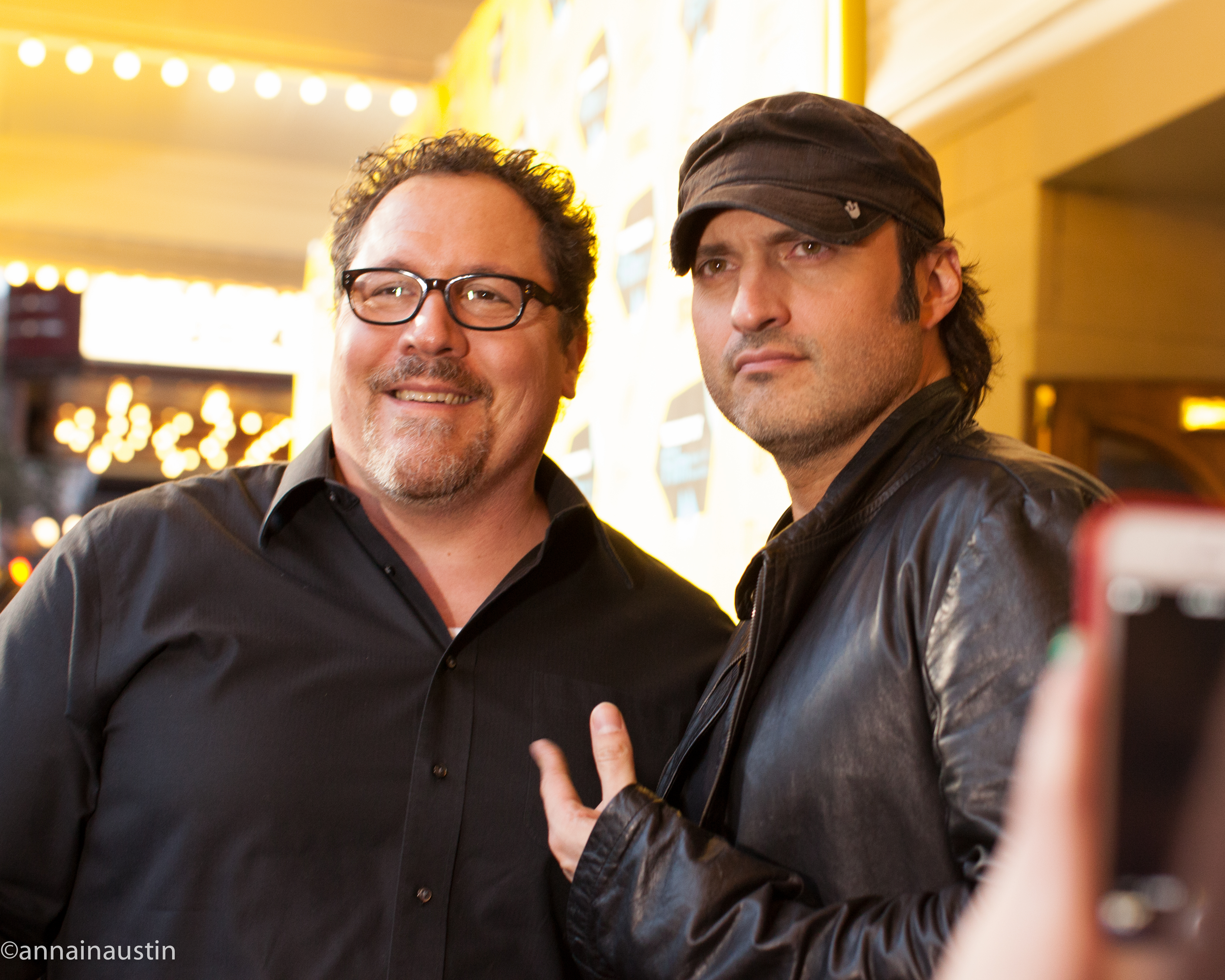
Jon Favreau (links), Showrunner, Autor und Regisseur der Serie, mit Robert Rodriguez (rechts), Regisseur und Executive Producer von Das Buch von Boba Fett.

Im November 2020 kursierten die ersten Gerüchte, dass Lucasfilm die Arbeit an einer Spin-off-Serie zu The Mandalorian mit Fokus auf Boba Fett begonnen habe und dass die Dreharbeiten dazu noch im Dezember desselben Jahres starten würden. Nachdem Kathleen Kennedy am 10. Dezember 2020 auf dem Disney Investor Day zahlreiche neue Star-Wars-Serien ankündigte und nichts von einer Boba-Fett-Serie erwähnt wurde, legten sich die Spekulationen vorerst. Jedoch wurde die Serie dann in einer Post-Credit-Szene des zweiten Staffelfinales von The Mandalorian angekündigt. Showrunner Jon Favreau ließ einige Zeit später verlauten, dass die Serie nicht auf dem Disney Investor Day angekündigt worden war, um die Überraschung am Ende der Folge nicht vorwegzunehmen. Favreau bestätigte infolgedessen ebenfalls, dass die Produktion der Serie bereits im Dezember 2020 begonnen habe.
Als führende kreative Köpfe wurden neben Favreau Dave Filoni und Robert Rodriguez bekannt gegeben. Rodriguez hatte bereits in der Mandalorian-Episode Kapitel 14: Die Tragödie Regie geführt, in welcher Boba Fett erstmals wieder eingeführt wurde. Entgegen der allgemein fälschlich angenommenen Vermutungen, dass die Serie The Mandalorian ersetzen und der Fokus nun nicht mehr auf der Titelfigur des Mandalorianers liegen würde, erklärte Jon Favreau, dass Das Buch von Boba Fett eine eigenständige Serie sei.
Als Regisseure der verschiedenen Folgen wurden erneut Dave Filoni, Jon Favreau, Robert Rodriguez und Bryce Dallas Howard, sowie erstmals Kevin Tancharoen und Steph Green verpflichtet. Jon Favreau war bei allen Folgen maßgeblich für das Drehbuch verantwortlich.
Am 1. November 2021 erschien ein erster offizieller Trailer zur Serie.

### Dreharbeiten und visuelle Effekte
Die Dreharbeiten zu Das Buch von Boba Fett begannen bereits im Geheimen, noch vor dem Beginn an der Arbeit an der dritten Staffel von The Mandalorian, im November 2020. Anfang Juni 2021 bestätigte Darstellerin Ming-Na Wen, dass die Dreharbeiten abgeschlossen seien.
Wie auch in der Vorgängerserie wurde größtenteils an digitalen Sets, mithilfe der StageCraft-Technologie in der sogenannten Volume, bestehend aus großen LED-Wänden gedreht. Für Das Buch von Boba Fett wurde die Technologie von der Spezialeffekte-Firma Industrial Light & Magic (ILM) noch weiter entwickelt und ausgebaut.
Am 4. Mai 2022 erschien auf Disney+ begleitend der Dokumentarfilm Star Wars Galerie: Das Buch von Boba Fett, der die Entstehung sowie die Dreharbeiten der Serie beleuchtet.

### Musik
Die Musik der Serie übernahmen der Komponist Joseph Shirley sowie erneut Ludwig Göransson, der bereits die Musik für The Mandalorian komponiert hatte.

## Episodenliste
Die Serie erschien ab dem 29. Dezember 2021 wöchentlich auf dem Streaming-Dienst Disney+. Das Staffelfinale wurde am 9. Februar 2022 ausgestrahlt. Die erste und bislang einzige Staffel besteht aus insgesamt 7 Episoden.
| Nr. (ges.) | Nr. (St.) | Deutscher Titel                            | Originaltitel                               | Erstveröffentlichung USA | Deutschsprachige Erstveröffentlichung (D/A/CH) | Regie               | Drehbuch                  |
| --- | --------- | ------------------------------------------ | ------------------------------------------- | ------------------------ | ---------------------------------------------- | ------------------- | ------------------------- |
| 1 | 1         | Kapitel 1: Der Fremde                      | Chapter 1: Stranger in a Strange Land       | 29. Dez. 2021            | 29. Dez. 2021                                  | Robert Rodriguez    | Jon Favreau               |
| Während Boba Fett seinen Körper in einem Bacta-Tank einer Heilung unterzieht, suchen ihn Erinnerungen an den Tod seines Ziehvaters Jango Fett und seine Flucht aus dem Schlund des Sarlaccs heim, wie auch der anschließenden Begegnung mit einer Gruppe von Tusken-Räubern, die Fett, nachdem ihm von Jawas seine Rüstung von seinem bewusstlosen Körper gestohlen worden war, als Sklaven mit in ihr Dorf schleppen. In der Gegenwart haben er und Fennec Shand die Kontrolle über das kriminelle Imperium Jabbas sowie dessen Palast übernommen. Nach einem Treffen mit der Twi’lek Garsa Fwip in Mos Espa, der Boba Fett – nunmehr auch bekannt als Lord Fett – sich als neuer Daimyō von Jabba und Bib Fortunas einstigen Verbrecherimperium vorstellt, werden sie von zunächst unbekannten Attentätern überfallen. Diese können mit Hilfe von neu angeworbenen gamorreanischen Wachen abgewehrt werden, wobei Shand einige Attentäter über die Dächer verfolgt und einen von ihnen gefangen nimmt. Fett, schwer verwundet, wird von seinen Wachen in den Bacta-Tank in seinem Palast zurückgebracht. In einer weiteren Rückblende wird gezeigt, wie er sich durch den Zweikampf gegen eine reptiloide Wüstenkreatur den Respekt der anfänglich feindlich gesinnten Tusken-Räubern verdient und somit den Plan verfolgt, zukünftig durch Respekt zu herrschen, anstatt – wie einst Jabba – durch Angst. |           |                                            |                                             |                          |                                                |                     |                           |
| 2 | 2         | Kapitel 2: Die Stämme von Tatooine         | Chapter 2: The Tribes of Tatooine           | 5. Jan. 2022             | 5. Jan. 2022                                   | Steph Green         | Jon Favreau               |
| Zurück im Palast erfahren Boba Fett und Fennec von dem gefangenen Attentäter, dass der Angriff auf die beiden im Auftrag des Bürgermeisters von Mos Espa Mok Shaiz geschah, woraufhin Fett Shaiz im Rathaus der Stadt aufsucht. Dieser gibt sich ahnungslos und lässt den Attentäter von seinen Leibwächtern erschießen, um nähere Informationen zu vertuschen und übergibt ihm eine Belohnung, da der Attentäter dort illegal operierte. Doch gibt ihm der Bürgermeister einen Tipp auf die wahren Auftraggeber, woraufhin Fett auf „die Zwillinge“ trifft, die huttischen Verwandten des getöteten Jabba und Kader seines ehemaligen Kartells sind, und die Fetts Platz auf dem Thron ihres Cousins für sich beanspruchen. Fett winkt ab und lässt verlauten, dass er mit dem Mord an Bib Fortuna der rechtmäßige neue Herrscher des Verbrecherimperiums ist, woraufhin die Hutten vorerst von dannen ziehen – jedoch nicht ohne drohende Warnung. In einer erneuten Rückblende sieht man, wie Boba Fett nun als beinahe fester Bestandteil des Tusken-Stamms im Kampf mit den traditionellen Waffen der Sandleute ausgebildet und in deren Bräuche und Kultur eingeweiht wird. Als er nach einer Schlägerei mit der aufmüpfigen Nikto-Bande in einer Bar der Tosche-Station in der Wüste deren Speeder-Bikes erbeuten kann, hilft Fett den Tusken unter seinen Anweisungen dabei, einen Speeder-Zug des Pyke-Syndikats zu überfallen, welches das Territorium des Stammes in der Vergangenheit regelmäßig ins Visier genommen und bereits mehrere Sandleute getötet hatte, um den ungestörten Transport von illegalem Gewürz zu gewährleisten. Der Überfall gelingt und der Zug kann gestoppt werden. Fett lässt die Pykes unter der Bedingung gehen, dass das Territorium den einheimischen Sandleuten zustünde und sie von nun an Wegzoll entrichten und bei weiteren Morden mit extremen Vergeltungsmaßnahmen rechnen müssen. Zurück im Dorf erzählt ihm der Tusken-Häuptling die Geschichte seines Volkes, dass es auf Tatooine einst Meere gab, die ausgetrocknet sind und die Tusken sich seitdem größtenteils in aggressive Stämme aufteilten. Sein Stamm jedoch hält sich bedeckt und versteckt sich eher vor den Außenweltlern und ihren tödlichen Maschinen. Im Anschluss überreicht der Tusken-Häuptling Fett ein Geschenk in Form einer kleinen, psychoaktiven Echse, die sich prompt durch dessen Nasenlöcher Zugang zu dessen Gehirn verschafft. Fett fällt in eine Art Trance und hat Visionen von seiner Flucht aus dem Sarlacc und Bildern aus seiner Kindheit auf Kamino und den Verlust seines „Vaters“. Die Echse fungiert als Navigator, der Fett zu einem Baum in der Wüste führt, von welchem er sich einen Ast mitnimmt, um sich aus diesem einen eigenen traditionellen Gaffi-Stab der Tusken herzustellen. Der Häuptling nimmt die Echse wieder an sich und in einem anschließenden feierlichen Ritual wird Boba Fett von den Sandleuten schließlich offiziell in ihren Stamm aufgenommen. |           |                                            |                                             |                          |                                                |                     |                           |
| 3 | 3         | Kapitel 3: Die Straßen von Mos Espa        | Chapter 3: The Streets of Mos Espa          | 12. Jan. 2022            | 12. Jan. 2022                                  | Robert Rodriguez    | Jon Favreau               |
| Boba Fett schmiedet Pläne, die dazu dienen, sein Imperium aufrechtzuerhalten. Sein Vorgänger Bib Fortuna ging in Mos Espa fragile Allianzen in den Destrikten ein, um seine Macht und Tribute zu sichern, was sich nun bemerkbar macht. Derweil bittet ein Wasserverkäufer ihn, eine Jugendbande von Cyborgs zu bestrafen, die sein Wasser stehlen, weil die Bürger Fett als neuen Daimyō noch nicht respektieren. Als Fett der Sache nachgeht, findet er heraus, dass der Wasserhändler zu Wucherpreisen verkauft und die Bande keine Arbeit hat, da es keine gibt. Er bietet ihnen an, für ihn zu arbeiten, sie willigen ein und der raffgierige Wasserhändler wird abgestraft. Wieder zurück im Bacta-Tank, erinnert sich Fett daran, wie er den Stamm der Tusken verließ, um den Wegzoll von den Pykes einzufordern. Diese zahlen aber bereits für das gleiche Gebiet an die Nikto-Bande und wollen nicht doppelt zahlen. Fett will sich um die Bande kümmern, damit das Geld an die Sandleute fließen kann. Bei seiner Rückkehr muss er feststellen, dass die Tusken im Lager von der Nikto-Bande ausgelöscht wurden. Er wird jedoch jäh aus seinen Erinnerungen gerissen, als er im Schlaf von dem Wookie-Kopfgeldjäger Krrsantan angegriffen wird, der ihn im Auftrag der Hutten-Zwillinge umbringen soll. Jedoch gelingt es Fetts Wachen und Fennec, den Wookie aufzuhalten und im Kellerverlies einzusperren. Daraufhin treffen die auftraggebenden Zwillinge ein, die einen jungen Rancor samt Trainer als Wiedergutmachung für den Attentatsversuch mitbringen. Sie erzählen ihm, dass sie und Fett betrogen wurden, da Jabbas ehemaliges Gebiet bereits vom verräterischen Bürgermeister Shaiz einem anderen Syndikat versprochen wurde. Sie versprechen, Tatooine zu verlassen und nach Hutta zurückzukehren, da sie ihn als wertlosen Felsen betrachten und keine Bandenkriege eingehen wollen, da sie schlecht für das Geschäft sind. Den Wookie überlassen sie Fett als Tribut, so dass er ihn an die Gladiatoren zurück verkaufen kann, er lässt ihn jedoch frei. Fett hofft, das nun auf ihn geprägte Rancor-Kalb mit seinem Trainer für seine Zwecke abrichten und später reiten zu können. Fett, Shand und die Cyborg-Wachen gehen nach Mos Espa, um Shaiz zu befragen, doch der Bürgermeister ist nicht anzutreffen und sein Haushofmeister flieht. Es kommt zu einer wilden Verfolgungsjagd und die Cyborgs stellen den Majordomus, der behauptet, Shaiz arbeite fortan mit den Pykes zusammen. Einer von Fetts neuen Informanten berichtet, dass gerade weitere Pykes in Mos Espa mit einem Passagierschiff eintreffen. Fett und Shand gehen davon aus, dass das Pyke-Syndikat mehr Leute anfordern wird, und sie beschließen, sich auf einen kommenden Bandenkrieg vorzubereiten. |           |                                            |                                             |                          |                                                |                     |                           |
| 4 | 4         | Kapitel 4: Der Sturm zieht auf             | Chapter 4: The Gathering Storm              | 19. Jan. 2022            | 19. Jan. 2022                                  | Kevin Tancharoen    | Jon Favreau               |
| In einer Rückblende im Bacta-Tank versucht Boba Fett in Bib Fortunas Palast einzudringen, um sein Raumschiff Slave I wieder an sich zu nehmen, findet stattdessen jedoch die verwundete Fennec Shand und rettet ihr das Leben, womit sie in seiner Schuld steht. Er erzählt ihr, wie sehr sich sein Leben seit der Zeit bei den Sandleuten mit ihrem Zusammenhalt innerhalb des Stammes verändert hat. Sie schaffen es darauf im Palast einzudringen, die Wachen zu bezwingen und sein Schiff in ihren Besitz zu bringen. Nachdem sie mit der Slave I die Nikto-Bande als Racheakt für das Massaker an den Sandleuten erfolgreich zur Strecke gebracht haben, begeben sie sich zum Sarlacc, da Fett fälschlicherweise annimmt, dort seine – von den Jawas gestohlene – Rüstung zu finden. Als der Sarlacc die Slave I angreift, vernichtet Shand die Kreatur mit einer Seismischen Bombe. Fett will Shand anschließend aus seinem Dienst entlassen, da ihre Schuld beglichen ist, doch diese entscheidet sich, ihn weiterhin zu begleiten. An einem nächtlichen Lagerfeuer offenbart Fett ihr, dass er das Kopfgeldjäger-Leben satt hat und nun sein eigenes Haus gründen will, um nie wieder für Abschaum arbeiten zu müssen, der leichtfertig Auftragsmorde anordnet. Er bietet ihr eine loyale Partnerschaft, gegenseitigen Schutz und finanzielle Teilhabe an. Zurück in der Gegenwart sind Fetts Wunden nun vollständig geheilt. Er erfährt von Shand, dass der Majordomus kooperiert, vom abtrünnigen Bürgermeister Shaiz jedoch weiterhin jede Spur fehlt. Er sucht darauf Fwips Taverne auf, wo er den unausgelasteten Krrsantan nach einer Kneipenschlägerei anheuert. Darauf versucht Fett sich die Unterstützung der drei Familienbanden in Mos Espa zu sichern, die immerhin einwilligen, sich im Bandenkrieg mit den Pykes neutral zu verhalten und ihn nicht zu attackieren. Sie handeln aus Eigeninteresse, da sie wissen, dass das Pyke-Syndikat irgendwann den ganzen Planeten übernehmen würde, wenn Fett als Daimyō fällt. Als Fett äußert, dass er mehr Verstärkung für den kommenden Bandenkrieg braucht, schlägt Shand indirekt vor, den Mandalorianer Din Djarin um Hilfe zu bitten. |           |                                            |                                             |                          |                                                |                     |                           |
| 5 | 5         | Kapitel 5: Die Rückkehr des Mandalorianers | Chapter 5: The Return Of The Mandalorian    | 26. Jan. 2022            | 26. Jan. 2022                                  | Bryce Dallas Howard | Jon Favreau               |
| In einer ringförmigen Stadt im Weltraum verfolgt der Mandalorianer Din Djarin einen Metzger, auf den ein Kopfgeld ausgesetzt ist und tötet ihn und seine Wachen als sie Widerstand leisten, mit dem Dunkelschwert. Als Djarin in das mandalorianische Versteck zurückkehrt, inspiziert die Waffenschmiedin das sagenumwobene Lichtschwert, erzählt von der Zerstörung Mandalores durch das Imperium und unterrichtet ihn, das Dunkelschwert zu führen, welches er von Moff Gideon im Kampf erbeutet hat. Paz Vizsla, ein anderer Mandalorianer, der aufgrund seiner Abstammung das Dunkelschwert ebenfalls für sich beansprucht, duelliert sich im Kontext des Mandalorianer-Kodex noch während seiner Kampfausbildung mit Djarin um das Lichtschwert, unterliegt aber. Djarin bleibt jedoch nicht, sondern bricht nach Tatooine auf, da der den Mandalorianern beichtet, dass er gegen den Kodex verstieß, indem er vor einem anderen Wesen seinen Helm abnahm. In Mos Eisley angekommen, sucht er die Mechanikerin Peli Motto auf, die einen alten Sternenjäger als Ersatz für sein zerstörtes Schiff Razor Crest hat. Gemeinsam reparieren und modifizieren sie das Raumschiff, bevor Djarin es auf einen Testflug mitnimmt. Nachdem er in dem unregistrierten Jäger den Raumüberwachungs-Behörden der Neuen Republik entkommen und wieder im Hangar angekommen ist, trifft Djarin schließlich auf Fennec Shand, die ihn bittet, sich Boba Fett im Kampf gegen die Pykes anzuschließen. Djarin willigt ein, verzichtet auf die angebotene Bezahlung und möchte vorher allerdings noch seinen einstigen Begleiter Grogu, der sich in der Jedi-Ausbildung unter Luke Skywalker befindet, einen Besuch abstatten und ein Geschenk überbringen. |           |                                            |                                             |                          |                                                |                     |                           |
| 6 | 6         | Kapitel 6: Aus der Wüste kommt ein Fremder | Chapter 6: From the Desert Comes a Stranger | 2. Feb. 2022             | 2. Feb. 2022                                   | Dave Filoni         | Jon Favreau & Dave Filoni |
| Auf Tatooine stellt sich Cobb Vanth, Marschall von Freetown, ehemals Mos Pelgo, den Gewürzhändlern des Pyke-Syndikats und erschießt sie in Notwehr, lässt jedoch einen von ihnen fliehen, mit der Botschaft, dass sein Gebiet für ihre Machenschaften Tabu ist. Der Mandalorianer Din Djarin fliegt derweil zu einer subtropischen Welt, um Grogu zu besuchen und wird von Luke Skywalkers Droiden R2-D2 begrüßt. Während Djarin neben einem entstehenden Jedi-Tempel wartet, unterrichtet Skywalker Grogu im Umgang mit der Macht. Mit der Unterstützung seines Meisters, erinnert der Schüler sich an seine Heimat und die Vernichtung der Jedi während der sogenannten Order 66 zurück, lässt jedoch offen, wer ihn gerettet hat. Djarin trifft auf Ahsoka Tano, die ihn zu Grogus Aufenthaltsort führt. Da die Bindung des Kindes an ihn dessen Jedi-Training behindern könnte, verzichtet Djarin auf Ahsokas Anraten schweren Herzens auf den Besuch und trägt Ahsoka auf, für Grogus Sicherheit zu sorgen und ihm das Geschenk zu übergeben, worauf dieser nach Tatooine zurückkehrt. Währenddessen beobachten Skywalker und Ahsoka, wie Grogu Fortschritte macht, bevor zweitere sich verabschiedet, ihre Rückkehr aber offen lässt. In Fetts Palast betrachten dieser und seine Verbündeten unterdes das Wirken des Pyke-Syndikats mit Sorge und erkennen, dass sie zahlenmäßig unterlegen sind, weswegen Djarin sich nach Freetown begibt, um den ihm bekannten Marschall Vanth und seine Leute um Hilfe zu bitten. Mit dem Versprechen zu helfen, verabschiedet Vanth Djarin, bevor der Kopfgeldjäger und alte Rivale von Boba Fett Cad Bane, den das Pyke-Syndikat engagiert hat, in der Stadt eintrifft. Bei einer Konfrontation mit Bane tötet dieser Vanths Stellvertreter und schießt den Marschall nieder. Derweil lassen zwei Pykes in der Taverne von Garsa Fwip einen Kanister mit Sprengstoff explodieren, wobei diese und ihre Gäste umkommen. Im Tempel überlässt Skywalker Grogu währenddessen die Wahl zwischen dem Geschenk des Mandalorianers – einem Kettenhemd aus purem Beskar – und dem Abbruch seiner Ausbildung oder dem alten Lichtschwert des verstorbenen Yoda und der Fortsetzung seiner Jedi-Ausbildung. |           |                                            |                                             |                          |                                                |                     |                           |
| 7 | 7         | Kapitel 7: Für die Ehre                    | Chapter 7: In The Name of Honor             | 9. Feb. 2022             | 9. Feb. 2022                                   | Robert Rodriguez    | Jon Favreau               |
| In Erwartung des Angriffes der Pykes patrouillieren Boba Fetts Truppen in Mos Espa. Die Pykes und Cad Bane planen, Fett zu töten, um das Territorium endgültig an sich zu reißen. Unterdessen landet in Peli Mottos Hangar R2-D2 mit Luke Skywalkers X-Flügler und übergibt Grogu in ihre Obhut, der sich für die Rückkehr zu Din Djarin entschlossen hat und nun das Beskar-Kettenhemd trägt. Als Cad Bane und einige Pykes zu einer Unterredung vor der zerstörten Taverne von Fwip mit dem Angebot kommen, dass Fett einfach den Gewürzschmuggel in seinem Gebiet zulassen soll, erfährt Fett von seinem Erzrivalen, dass es das Pyke-Syndikat war, die seinen Tusken-Stamm massakrieren ließ, und die Schuld durch eine bewusste Täuschung auf die Nikto-Bande gelenkt haben. Bane schafft es mit dieser Provokation letztlich nicht, Fett wie ersehnt aus der Fassung zu bringen und eine Schießerei herbeizuführen, worauf sie wieder abziehen. Außerhalb des Sanktuariums stellen sich Fett, Shand und der Mandalorianer inzwischen den nun angreifenden Pykes und Bane, während die anderen Verbrecherfamilien von Mos Espa, die Fett trotz der Zusage auf Neutralität verraten haben, Krrasantan, die Mod-Cyborgs und seine übrigen Kämpfer in der ganzen Stadt angreifen. Nachdem Shand den Cyborgs geholfen hat, verschanzen sich Fett und Djarin in der zerstörten Taverne und befehlen den Majordomus, als Ablenkung mit den Pykes zu verhandeln. Fett und der Mandalorianer greifen an, geraten aber bald in Bedrängnis. In letzter Sekunde treffen überraschend die Milizen von Freetown und die Cyborgs ein, um die beiden zu unterstützen. Die Pykes lassen ihre Feinde kurz darauf von schweren Kampfdroiden mit Schilden, die gegen die Waffen der Angreifer unempfindlich sind, angreifen und schlagen Lord Fetts Streitkräfte vorerst in die Flucht. Mithilfe des Mandalorianers, der mit dem Dunkelschwert kämpft und dem Einsatz der Macht durch Grogu, der inzwischen wieder mit Djarin vereint ist, sowie Fett auf seinem trainierten Rancor reitend, gelingt es ihnen, die Kampfdroiden, sowie den Großteil der Pyke-Armee zu besiegen. Boba wird von Bane, nachdem er mit einem Flammenwerfer dessen Rancor in die Flucht geschlagen hat, in einem anschließenden Zweikampf zu Boden gebracht, kann diesen jedoch im entscheidenden Moment überwältigen und mit dem Gaffi-Stab aus seiner Zeit als Mitglied des Tusken-Stammes töten. Grogu lässt den kurz zuvor außer Kontrolle geratenen Rancor einschlafen und beendet damit den Kampf endgültig, während Shand in Mos Eisley den Anführer der Pykes, Bürgermeister Shaiz, sowie die drei Verbrecherfamilien-Oberhäupter zur Strecke bringen kann. Die Bürger von Mos Espa akzeptieren und respektieren Boba Fett nun als ihren Daimyō, da er sich für sie einsetzt. Din Djarin und Grogu fliegen derweil in ihrem Raumjäger davon. In einer Post-Credit-Szene sieht man den schwer verletzten Marschall Vanth, der in Fetts Palast im Bacta-Tank liegend von dem Mod-Doktor, der auch Fennec Shand lebenserhaltend modifizierte, behandelt wird. |           |                                            |                                             |                          |                                                |                     |                           |

## Genre, Referenzen und Einflüsse

Logo der US-Originalversion

Obwohl Star Wars schon immer für seine Vermischung und Spielereien mit verschiedenen Filmgenres bekannt ist, sieht unter anderem Tom Chapman von Digital Spy in Das Buch von Boba Fett und insbesondere in der sechsten Folge der ersten Staffel; Kapitel 6: Aus der Wüste kommt ein Fremder mit der Figur des Kopfgeldjägers Cad Bane einen maßgeblichen Einfluss des Italowestern der 60er-Jahre. So basierten bereits mehrere Kopfgeldjäger-Figuren aus der Original-Trilogie der neunteiligen Skywalker-Saga auf Western-Schurken der sogenannten Dollar-Trilogie von Sergio Leone. Für Cad Bane ließen sich Dave Filoni, Henry Gilroy und Star-Wars-Schöpfer George Lucas, die die Figur gemeinsam für die Animationsserie The Clone Wars entwarfen, von dem Schurken Sentenza (im Original: Angel Eyes), gespielt von Lee Van Cleef, aus Zwei Glorreiche Halunken (1966), inspirieren. Dieses Motiv aus den Leone-Filmen wird in der Serie wieder aufgegriffen. So liefern sich Cad Bane und der Marschall Cobb Vanth beispielsweise ein für Westernfilme typisches Mexican Standoff, wobei diese Szene auch durch die Musikuntermalung und Bildgestaltung wie die Szene eines Spaghetti-Westerns aufgebaut ist. Die deutlichen Western-Elemente spiegeln sich zumal auch in dem für einen Western klassischen Zugüberfall in der zweiten Folge. Axel Welch sieht in einem Artikel der Inverse in Das Buch von Boba Fett in Bezug auf die Erzählstruktur der ersten vier Episoden, die je durch eine kohärente Haupthandlung in der Gegenwart und der intervallweisen Verwendung von Rückblenden in die Vergangenheit von Boba Fett, eine erzählerische Parallele zu Der Pate – Teil II (1974). So schreibt Welch dazu: „Obwohl sich beide Projekte in der Tonalität und Intention sehr unterscheiden, nutzen sie ihre vergangenen Zeitlinien, um [den] zeitgenössische[n] Ereignisse[n] und Handlungen ihrer Charaktere […] weiteren Kontext zu verschaffen.“ Während Der Pate – Teil II den Aufstieg und Fall der kriminellen Corleone-Familie zwischen Korruption und Mord anhand der Bezugnahme auf das Vergangene zeigt, nutzt auch Das Buch von Boba Fett die Rückblenden dafür, um den Wandel und die Charakterentwicklung der Hauptfigur zu beleuchten, und wieso dieser sich dazu entschließt, sein Kopfgeldjäger-Dasein hinter sich zu lassen und nun das Ziel verfolgt, als Verbrecherlord „mit Respekt zu herrschen“. So verglich auch Hauptdarstellerin Ming-Na Wen die Serie mit einem klassischen Gangsterfilm. Kulturelle Referenzen auf die reale Welt finden sich in der Serie mit dem Stamm der Sandleute, in den Boba Fett aufgenommen wird. So ist zum Beispiel das Aufnahmeritual der Sandleute laut Dais Johnston eine Art von „Visionssuche“, die an die Kultur der Ureinwohner Amerikas erinnern. Auch sind mehrere Aspekte der Bräuche und Traditionen der Sandleute, bzw. Tusken-Räuber, sowie dem Kampfstil von Boba Fett an die Kultur der Māori angelehnt, von denen auch Hauptdarsteller Temuera Morrison abstammt. Andere Inspirationen aus fremden Kulturen sind mitunter auch der Kampfstab der Tusken-Räuber, der an die Totokia, eine traditionelle Waffe von den Fidschi-Inseln, angelehnt ist.

## Rezeption
Das Buch von Boba Fett erhielt ein durchwachsenes Presseecho, was sich auch in den Auswertungen US-amerikanischer Aggregatoren widerspiegelt. So erfasst Rotten Tomatoes mehrheitlich wohlwollende Besprechungen, ordnet die Serie dementsprechend als „Frisch“ ein und formuliert den Konsens: „Das Buch von Boba Fett konnte nie mit den Abenteuern mithalten, die jahrzehntelang in der Fantasie der Fans existierten, aber es verdient seinen Platz mit spektakulären Kulissen und Temuera Morrisons beeindruckender Präsenz.“ Laut Metacritic fallen die Bewertungen im Mittel „Gemischt oder Durchschnittlich“ aus.
Thorsten Walch vom Online-Branchenportal Serienjunkies.de findet, seit „den Film-Episoden VIII und IX aus der Saga hat kein Erzeugnis der einstmals von George Lucas ersonnenen fantastischen Franchise-Welt für derartige Kontroversen unter den Fans gesorgt: Während die einen von belanglosem Füllmaterial sprechen, das die Laufzeit seiner Episoden mit zwar gut gemachtem, aber wenig zur Fortführung der Gesamthandlung beitragenden Content bestreitet, waren andere hell begeistert etwa über die zahlreichen großen und kleinen ‚Easter Eggs‘, die sich insbesondere auf die mittlere Trilogie der Saga, die klassischen Episoden IV bis VI, bezogen.“
Corina Mühle vom Nachrichtenportal Watson kritisierte, dass Boba Fett es bis zum Ende nicht schaffe, „der Hauptcharakter seiner eigenen Serie zu werden. In zwei von insgesamt sieben Folgen kommt er überhaupt nicht erst vor. Und klar, im finalen Kampf kommt er als heroischer Retter auf seinem Rancor angeritten. Der Fokus liegt trotzdem nicht auf ihm. […] Die ganze Staffel war einfach eine nette Nebengeschichte von ‚The Mandalorian‘.“ Mehrere Medien betitelten die Serie als „The Mandalorian – Staffel 2.5“, auch die Fennec-Darstellerin Ming-Na Wen nutze diese Formulierung im Interview.
Axel Weidemann befindet in der Tageszeitung Frankfurter Allgemeine Zeitung, dass die auftauchenden Figuren „eher durch Zufall als durch echte Motive“ verbunden werden: „In ihren stärksten Momenten verweist die Serie auf Szenen aus anderen ‚Star Wars‘-Reihen oder stellt sie nach. Zu jedem in ‚Star Wars‘ auftretenden Droiden verspürt der Zuschauer nach wenigen Sekunden mehr emotionale Verbundenheit als nach fünf der zwischen dreißig und fünfzig Minuten dauernden Kapitel aus dem ‚Buch von Boba Fett‘.“ Die Kulturredakteurin Wiebke Tomescheit bemängelt in der Zeitschrift Stern die schwache Dramaturgie des Hauptcharakters: „Irgendwie schafft die Figur es bis zum Ende hin nicht, den Zuschauer emotional auf seine Seite zu ziehen. Das liegt nicht an Schauspieler Temuera Morrison, muss dazugesagt werden, der seine Sache sehr solide macht. Das liegt einfach an der erstaunlich schlecht geschriebenen Rolle. Die nur ein Teil einer erstaunlich schlecht geschriebenen Serie ist, deren Dramaturgie und Handlungsbogen […] gewürfelt worden sein muss. Nichts passt so recht zusammen.“ Erik Kain moniert im Wirtschaftsmagazin Forbes die unklare Motivation des Protagonisten und dass die Serie nie erkläre, „warum Boba Fett so ist, wie er ist, warum er die Dinge tut, die er tut. Es wirkt eher wie ein Vehikel für eine andere Serie.“ Dadurch verkomme „der ganze Krieg um Mos Espa, die Hutten-Zwillinge, der verruchte Wookiee und der Tusken-Stamm“ zum „schmückenden Beiwerk“.
Domescu Möller fasst seine Kritik im Berliner Kurier wie folgt zusammen: „Das ‚Buch von Boba Fett‘ hatte ohne Frage Längen, während andere Erzählstränge zu kurz kamen. Die größten Kritikpunkte – ein geläuterter Boba, der nicht mehr so eiskalt ist wie man es ihm immer nachsagte und eine quietschbunte Biker-Gang – sind bei genauerer Betrachtung erklärbar, wenn auch zumindest die emotionale Reise des einstigen Kopfgeldjägers besser hätte auserzählt werden können.“

The Book of Boba Fett variously delivered on character development, high-octane action, and purpose, with Temuera Morrison always bringing courage, humor, and emotional weight to his performance. Altogether, it was an entertaining if uneven first season that seemed increasingly unsure how to handle this legacy bounty hunter compared to his Mandalorian counterpart.

„Das Buch von Boba Fett lieferte auf unterschiedliche Weise Charakterentwicklung, rasante Action und Entschlossenheit, wobei Temuera Morrison seiner Darstellung stets Courage, Humor und emotionales Gewicht verlieh. Insgesamt war es eine unterhaltsame, wenn auch uneinheitliche erste Staffel, die im Vergleich zu seinem mandalorianischen Gegenstück immer unsicherer zu werden schien, wie man mit diesem alten Kopfgeldjäger umgehen sollte.“